# Bruce Seldon
Bruce Samuel Seldon (Atlantic City, 30 gennaio 1967) è un ex pugile statunitense soprannominato L'espresso di Atlantic City (The Atlantic City Express).. È stato campione del mondo WBA dei pesi massimi tra il 1995 ed il 1996.

## Carriera
Vincitore dei Golden Gloves in New Jersey, passa professionista nel 1988. Nel 1995, dopo il rifiuto di George Foreman di affrontare Tony Tucker, è designato sfidante ufficiale, in quanto si trovava al secondo post nel ranking WBA. Il giorno del combattimento vince incontro e titolo grazie al ritiro di Tucker alla settima ripresa. Difende il titolo per la prima volta il 7 settembre 1996, venendo sconfitto e spodestato da Mike Tyson già al primo round: quello con Tyson sarà il suo ultimo incontro, prima del ritorno sul ring nel 2004. Il ritiro definitivo avviene nel 2009.